# Kyrylo Kovalchuk
Pour les articles homonymes, voir Kovalchuk.
Kyrylo Serhiïovitch Kovalchuk (en ukrainien : Кирило Сергійович Ковальчук) ou Chiril Covalciuc en roumain, né le 11 juin 1986 à Biliaïvka en Ukraine, est un footballeur international ukrainien, qui évolue au poste de milieu central. Il est le frère cadet de Sergey Kovalchuk. 
Il compte quatre sélections en équipe nationale en 2014.

## Biographie

### Carrière de joueur
Il dispute 13 matchs en Ligue Europa.

### Carrière internationale
Kyrylo Kovalchuk compte quatre sélections avec l'équipe d'Ukraine depuis 2014. 
Il est convoqué pour la première fois par le sélectionneur national Mykhailo Fomenko pour un match amical contre la Moldavie le 3 septembre 2014 (victoire 1-0).

## Palmarès
- Avec le Zimbru Chișinău :
  - Vainqueur de la Coupe de Moldavie en 2007